# Pseudostenophylax adlimitans
Pseudostenophylax adlimitans är en nattsländeart som först beskrevs av Martynov 1914.  Pseudostenophylax adlimitans ingår i släktet Pseudostenophylax och familjen husmasknattsländor. Inga underarter finns listade i Catalogue of Life.